# Росіо Ібарра
Росіо Ібарра (ісп. Rocío Ybarra, 26 грудня 1984) — іспанська хокеїстка на траві.
Учасниця Олімпійських Ігор 2004, 2008, 2016 років.
Срібна призерка Виклику чемпіонів 2003 року.